# Château de Lichy
Le château de Lichy est situé sur la commune de Bona (France).

## Localisation
Le château est situé sur la commune de Bona, située dans le département de la Nièvre en région Bourgogne-Franche-Comté. Au fond d’une vallée d’où jaillissent les sources de l'Ixeure.

## Historique
Le château fait l'objet d'une inscription partielle (élément protégé : colombier) au titre des monuments historiques par arrêté du 14 mars 1990.